# مرکز علوم درمانی دانشگاه تگزاس ای اند ام
مرکز علوم درمانی دانشگاه تگزاس ای اند ام (به انگلیسی: Texas A&M Health Science Center) از مراکز دانشگاهی علوم پزشکی در آمریکا است. این مرکز ارائه‌کننده علوم درمانی نظیر پزشکی، دندانپزشکی، پرستاری، علوم زیست‌پزشکی، بهداشت عمومی، و داروسازی است. مرکز علوم درمانی دانشگاه تگزاس ای اند ام در سال ۱۹۹۹ به صورت مستقل از سامانه دانشگاه ای‌اندام تگزاس تأسیس و در ۲۰۰۳ با دانشگاه تگزاس ای اند ام ادغام شد.

## نگارخانه

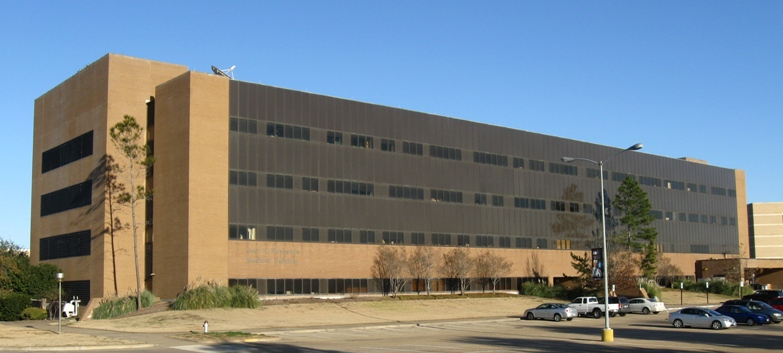
دانشکده پزشکی
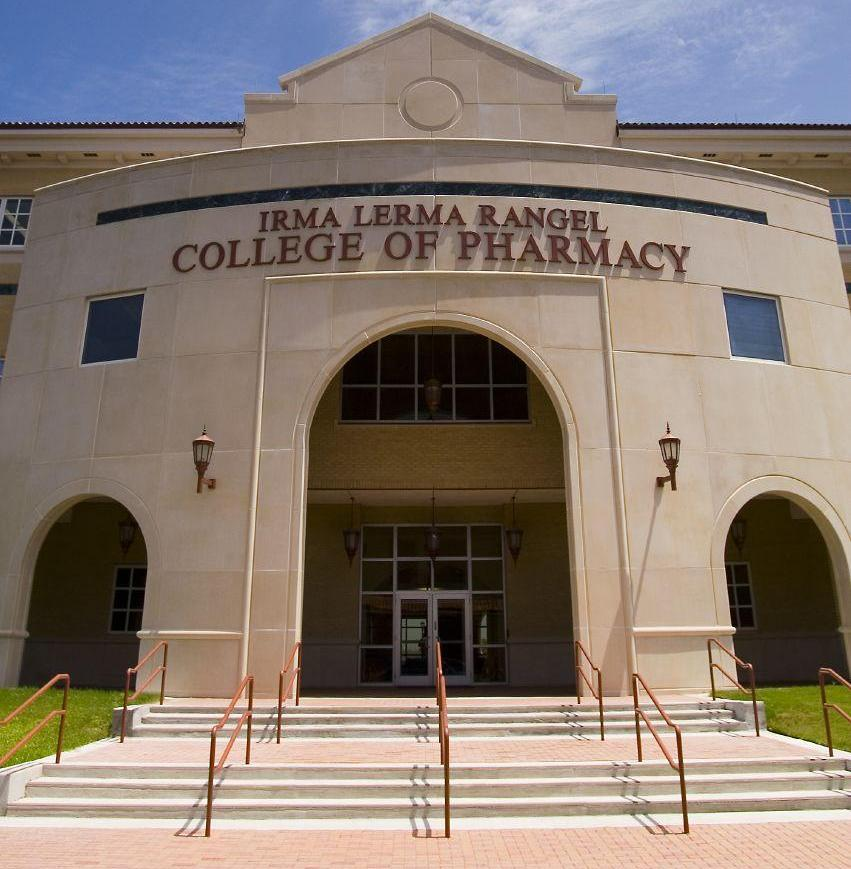
دانشکده داروسازی
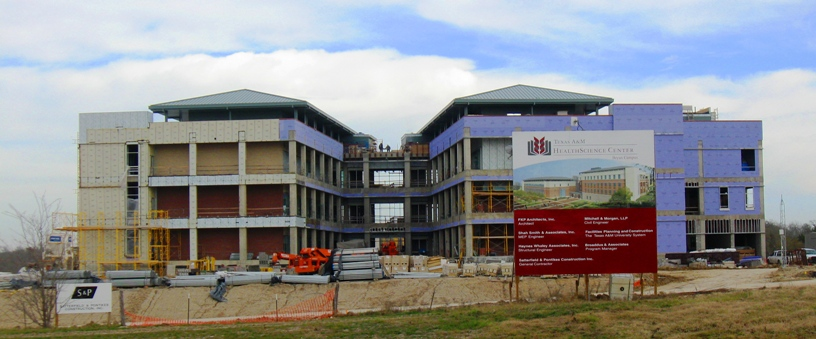
ساختمان جدید دانشکده پزشکی
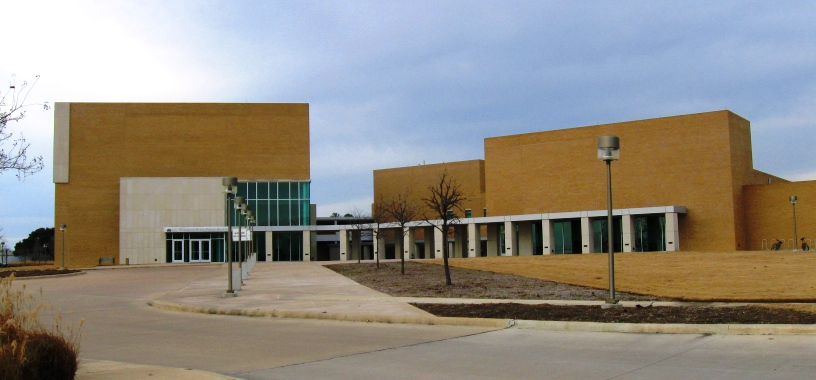
دانشکده بهداشت عمومی